# فيودور ألكسييف
فيدور ياكوفليفيتش ألكسييف (ولد في 1753-1755 - توفي في 23 نوفمبر 1824 في سانت بطرسبرغ) كان رسامًا روسيًا بارزا في المناظر البانورامية. غالبًا ما أطلق عليه معاصروه اسم كاناليتو الروسي، تقديراً لمهارته المتميزة.